# Луций Ебуций Хелва
Луций Ебуций Хелва (на латински: Lucius Aebutius Helva; или Albus) е консул на Римската република през 463 пр.н.е., заедно с Публий Сервилий Приск. Ебуций умира от чума още същата година.
Син е на Тит Ебуций Хелва, консул през 499 пр.н.е.